# Giuseppe Sandri
Giuseppe Sandri (Faedo, Italia, 26 de agosto de 1946-Pretoria, Sudáfrica, 30 de mayo de 2019) fue un misionero católico comboniano y obispo de la diócesis de Witbank en Sudáfrica.